# Loretta Lynnová
Loretta Lynnová, nepřechýleně Lynn, rodným jménem Loretta Webb, (14. dubna 1932 Butcher Hollow, Kentucky – 4. října 2022 Hurricane Mills) byla americká herečka, skladatelka a zpěvačka, která působila zejména v oblasti americké country music, držitelka ceny Grammy a členka Grand Ole Opry.
V 60. a 70. letech 20. století sama nebo v duetu nazpívala zhruba 70 hitů. Napsala přibližně 160 písniček a nahrála celkem 70 alb.

## Odrazy v populární kultuře
- V roce 1976 vyšlo autobiografické životopisné drama Havířova dcera (Coal Miner's Daughter), které se stalo bestsellerem a záhy v roce 1980 bylo zfilmováno (u nás uvedeno také pod názvem První dáma country music). Hlavní roli ztvárnila herečka Sissy Spacek, která za ni posléze obdržela Oscara.
- Zpívat začala už jako dítě v kostele ve svém rodišti Butcher Hollow. Když jí bylo 15 let, vdala se za Olivera Lynna, se kterým měla čtyři děti. První smlouvu podepsala v Zero Records 1. února 1960. V letech 1966 a 1970 nasbírala 13 top-10 hitů, včetně čtyř hitů číslo 1, jako např. Don't Come Home a Drinkin'. V roce 1971 zahájila profesionální spolupráci s Conwayem Twittym. Jako duo měli Lynnová a Twitty pětkrát číslo jedna v top ten v letech 1971 a 1975, např. After the Fire Is Gone (1971), Lead Me On (1971), Louisiana Woman, Mississippi Man (1973), As Soon as I Hang Up the Phone (1974) a Feelins (1974). Za celou svoji kariéru nasbírala 51 umístění v žebříčku top-10, včetně 16, které byly číslem 1. V roce 1988 byla uvedena do koncertní countryové síně slávy.